# Политичко и административно уређење Града Бање Луке
Град Бања Лука је територијална јединица локалне самоуправе, у којој грађани задовољавају своје потребе и учествују у остваривању заједничких и општих интереса, непосредно и преко демократски изабраних представника.
Органи града су: 
- Скупштина града, и
- Градоначелник.

## Скупштина града
Скупштина града доноси: Статут, Пословник, одлуке, програме, наредбе, рјешења, закључке, препоруке и резолуције. Скупштину града Бање Луке чине градски одборници који се бирају на четири године на локалним изборима. Бањолучку скупштину чини 31 одборник. Конститутивна сједница Скупштине се одржава 30 дана од објављивања изборних резултата и сазива је предсједник из претходног сазива.
- Према резултатима посљедњих локалних избора, одржаних 2024. године, одборничка мјеста у скупштини добили су кандидати девет странака и један независни кандидат. За предсједника Скупштине града Бање Луке 2021. године је изабран одборник СНСД-а Младен Илић.
- Владајућу већину у градској скупштини тренутно чине одборници СНСД-а, УС-а, ДЕМОС-а, СП-а и независни одборници.

Учешће странака у Скупштини града:
| Савез независних социјалдемократа (СНСД) | 11 | 11 |
| Партија демократског прогреса (ПДП)      | 7  | 7  |
| Социјалистичка партија (СП)              | 2  | 2  |
| Уједињена Српска (УС)                    | 2  | 2  |
| Демократск савез (ДЕМОС)                 | 2  | 2  |
| Социјалистичка партија Српске (СПС)      | 2  | 2  |
| Народни фронт (НФ)                       | 2  | 2  |
| Незавинси покрет "Својим путем" (НПСП)   | 1  | 1  |
| За правду и ред (ЗПиР)                   | 1  | 1  |
| Саша Чудић - група грађана               | 1  | 1  |
| Укупно                                   | 31 | 31 |

### Радна тијела скупштине
Скупштина града Бање Луке има 24 стална радна тијела: 15 комисија, 4 одбора и 5 савјета.
Комисије:
| - Комисија за избор и именовања - Верификациона комисија - Комисија за правна питања - Комисија за награде и признања - Комисија за вјерска питања | - Комисија за науку и научно-истраживачку дјелатност - Комисија за утврђивање приједлога имена насеља, улица и тргова - Комисија за просторно уређење - Комисија за финансије - Комисија за комуналне послове | - Комисија за ивалидско-борачку заштиту - Комисија за заштиту околине, културног и природног насљеђа - Комисија за мјесне заједнице - Комисија за равноправност полова - Комисија за младе |

Одбори:
| - Одбор за заштиту људских права, друштвени надзор и представке - Одбор за регионалну и међународну сарадњу - Одбор за здравство - Одбор за сарадњу са невладиним организацијама и другим удружењима грађана |

Савјети:
| - Савјет за спорт - Савјет за културу - Савјет за социјалну политику и социјалну заштиту - Савјет за омладину и удружење грађана - Савјет за националне мањине |

## Градоначелник
Градоначелник заступа град и врши извршну функцију у граду Бањој Луци. Он руководи Административном службом Града, и одговоран је за њен рад. Градоначелник се бира истовремено кад и одборници за Скупштину града, непосредним тајним гласањем, на временски период од четири године, у складу са законом.
- Градоначелник Бање Луке од 2020. године је Драшко Станивуковић.

## Градска управа
Градска управа извршава и обезбјеђује извршавање одлука и других прописа и аката, које доноси Скупштина Града и градоначелник. Послови у Градској управи Града Бања Лука организују се у оквиру одјељења, служби и одсјека. У њеном саставу се налази девет одјељења, двије службе и седам самосталних одсјека.
Одјељења:
| - Одјељење за општу управу, - Одјељење за привреду, - Одјељење за просторно уређење, | - Одјељење за финансије, - Одјељење за комуналне и стамбене послове и послове саобраћаја, - Одјељење за борачко — инвалидску заштиту, | - Одјељење комуналне полиције, - Одјељење за инспекцијске послове, - Одјељење за друштвене дјелатности. |

Одсјеци:
| - Одсјек за односе са јавношћу, - Одсјек за информатику, - Одсјек за цивилну заштиту, - Одсјек за стратешко планирање, европске интеграције и инвестиције, | - Одсјек за развој локалне самоуправе и управљање кадровима, - Одсјек за правна питања и прописе, - Одсјек за јавне набавке. |

Службе:
| - Служба за послове Скупштине града и градоначелника, - Служба за заједничке послове. |

## Насељена мјеста и мјесне заједнице
Подручје Града Бање Луке чине 54 насељена мјеста. Ради непосредног учешћа грађана у локалној самоуправи, у циљу задовољавања заједничких потреба грађана, на овом подручју образовано је 57 мјесних заједница. У мјесној заједници грађани могу задовољавати одређене заједничке потребе и интересе у областима: уређења насеља, становања, комуналних дјелатности, здравствене и социјалне заштите, заштите животне околине, образовања, васпитања, физичке културе и другим областима за које грађани у мјесној заједници сматрају битним.

## Градске институције, установе и предузећа
У надлежности Града Бања Лука налазе се три локалне институције, шест јавних предузећа и шест јавних установа.
Локалне институције:
- Центар за развој и унапређење села Бања Лука
- Градска развојна агенција
- Туристичка организација Града Бања Лука

Јавна предузећа:
- ОДКЈП „Градско гробље“
- ЈП „Аквана“
- ЈП „Деп-от“
- „Чистоћа“ а. д
- „Топлана“ а. д
- „Водовод“ а. д

Јавне установе: 
- ЈКУ „Бански двор - Културни центар“
- ЈЗУ Дом здравља
- ЈУ Центар за социјални рад
- ЈУ Центар за предшколско васпитање и образовање
- ЈУ Спортски центар „Борик“
- ЈУ Раднички универзитет